# Olivier Sorin
Ne pas confondre avec Olivier Sorlin, autre footballeur français
Olivier Sorin, né le 16 avril 1981 à Gien, est un footballeur français. Durant sa carrière, il évolue au poste de gardien de but. Il est actuellement l'entraîneur des gardiens au Stade rennais FC.

## Biographie

### Carrière de joueur

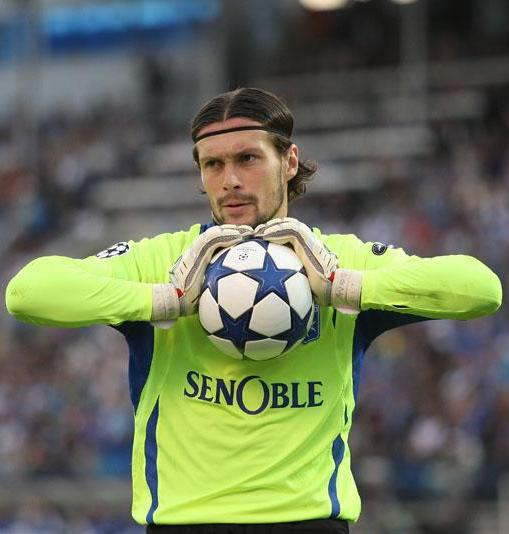
Olivier Sorin en 2010.

Natif de Gien, Olivier suit le fil de la Loire et ses parents, qui déménagent sur Orléans. Balle au pied, il trottine à l'ASPTT Orléans jusqu'en poussin, avant de rallier l'US Orléans. « Au stade de la Source, je venais voir jouer Bölöni, Langers, Zambelli ... » C'était au temps de la Division 2, du parcours en Coupe de France en 1989.
À 15 ans, Olivier Sorin plonge dans le grand bain : cap à l'Est, vers l'AS Nancy-Lorraine. « Je suis passé par toutes les étapes : centre de formation, réserve puis équipe 1 ». « De notre génération, seuls Monsef Zerka et moi sommes passés pros. Deux gars d'Orléans, ça fait plaisir. Avec Monsef, on a joué ensemble à l'USO à 6 ans, avant de se retrouver à 17 ans à Nancy. Je le considère comme un frère. » L'épopée nancéienne d'Olivier Sorin dure dix ans, ponctuée d'une accession en Ligue 1 en 2005 et d'une Coupe de la Ligue en 2006, gagnée deux buts un contre l'OGC Nice.
En décembre 2006, il quitte son club formateur, l'AS Nancy, et rejoint l'AJ Auxerre pour prendre la relève de Fabien Cool. Il joue alors tous les matchs jusqu'à la fin de saison. Lors des deux saisons suivantes, l’entraîneur Jean Fernandez met en place un turn-over entre lui et Rémy Riou. En championnat, il joue dix-neuf matchs lors la saison 2007/2008 et dix-huit matchs la saison suivante. Lors de la saison 2009/2010 il joue trente-cinq matchs au cours de laquelle l'AJA finit meilleure défense du championnat avec seulement vingt-neuf buts encaissés.
En juin 2011, après le transfert de Benoît Pedretti de l'AJ Auxerre vers le Lille OSC, il hérite du brassard de capitaine de l'AJA et d'une possible prolongation de son contrat qui se termine en juin 2013. Il manque le premier match de la saison 2011-2012 à la suite d'une fracture du pouce subie lors de la préparation d'avant-saison, il est remplacé par un jeune gardien du centre de formation Donovan Léon. Le mois suivant, il se blesse à nouveau (une contracture à la cuisse) et ne peut jouer contre son ancien club, l'AS Nancy-Lorraine lors de la 5e journée de la Ligue 1. À la fin du mois de septembre, il prolonge son contrat jusqu'en juin 2015 avec Auxerre.
À la reprise de l'entraînement de l'AJ Auxerre, le 23 juin 2014, l'entraîneur bourguignon Jean-Luc Vannuchi annonce qu'Olivier Sorin va être transféré au Stade rennais FC, un accord ayant été trouvé entre les différentes parties. Deux jours plus tard, il signe un contrat de deux ans en faveur du club breton, pour devenir la doublure de Benoît Costil. Durant ces deux saisons, il doit se contenter de ce statut, et ne joue aucun match officiel avec le club breton, se contentant de quelques matchs avec l'équipe réserve. Au début de l'automne 2015, alors que Costil est blessé, Philippe Montanier choisit Abdoulaye Diallo pour le remplacer. À l'issue de son contrat, à l'été 2016, Olivier Sorin est laissé libre par le Stade rennais FC et met un terme à sa carrière.

### Reconversion
En septembre 2016, il devient formateur pour le compte du Stade rennais FC.

## Statistiques
Le tableau suivant détaille les statistiques d'Olivier Sorin durant sa carrière professionnelle.
| Saison                | Club                  | Championnat           | Championnat | Championnat | Coupe nationale | Coupe nationale | Coupe de la Ligue | Coupe de la Ligue | Compétition(s) continentale(s) | Compétition(s) continentale(s) | Compétition(s) continentale(s) | Total | Total |
| Saison                | Club                  | Division              | M.          | B.          | M.              | B.              | M.                | B.                | Comp.                          | M.                             | B.                             | M.    | B.    |
| 2001-2002             | AS Nancy-Lorraine     | Division 2            | 9           | 0           | -               | -               | -                 | -                 | -                              | -                              | -                              | 9     | 0     |
| 2002-2003             | AS Nancy-Lorraine     | Ligue 2               | 24          | 0           | 4               | 0               | 3                 | 0                 | -                              | -                              | -                              | 31    | 0     |
| 2003-2004             | AS Nancy-Lorraine     | Ligue 2               | 19          | 0           | -               | -               | -                 | -                 | -                              | -                              | -                              | 19    | 0     |
| 2004-2005             | AS Nancy-Lorraine     | Ligue 2               | 1           | 0           | 2               | 0               | 1                 | 0                 | -                              | -                              | -                              | 4     | 0     |
| 2005-2006             | AS Nancy-Lorraine     | Ligue 1               | 4           | 0           | 1               | 0               | 5                 | 0                 | -                              | -                              | -                              | 10    | 0     |
| 2006-2007             | AS Nancy-Lorraine     | Ligue 1               | 12          | 0           | -               | -               | 2                 | 0                 | C3                             | 4                              | 0                              | 18    | 0     |
| Sous-total            | Sous-total            | Sous-total            | 69          | 0           | 7               | 0               | 11                | 0                 | -                              | 4                              | 0                              | 91    | 0     |
| 2006-2007             | AJ Auxerre            | Ligue 1               | 20          | 0           | 1               | 0               | -                 | -                 | -                              | -                              | -                              | 21    | 0     |
| 2007-2008             | AJ Auxerre            | Ligue 1               | 19          | 0           | -               | -               | 3                 | 0                 | -                              | -                              | -                              | 22    | 0     |
| 2008-2009             | AJ Auxerre            | Ligue 1               | 18          | 0           | 1               | 0               | 2                 | 0                 | -                              | -                              | -                              | 21    | 0     |
| 2009-2010             | AJ Auxerre            | Ligue 1               | 35          | 0           | 1               | 0               | -                 | -                 | -                              | -                              | -                              | 36    | 0     |
| 2010-2011             | AJ Auxerre            | Ligue 1               | 38          | 0           | 1               | 0               | -                 | -                 | C1                             | 8                              | 0                              | 47    | 0     |
| 2011-2012             | AJ Auxerre            | Ligue 1               | 36          | 0           | -               | -               | 2                 | 0                 | -                              | -                              | -                              | 38    | 0     |
| 2012-2013             | AJ Auxerre            | Ligue 2               | 24          | 0           | 1               | 0               | 2                 | 0                 | -                              | -                              | -                              | 27    | 0     |
| 2013-2014             | AJ Auxerre            | Ligue 2               | 15          | 0           | -               | -               | -                 | -                 | -                              | -                              | -                              | 15    | 0     |
| Sous-total            | Sous-total            | Sous-total            | 205         | 0           | 5               | 0               | 9                 | 0                 | -                              | 8                              | 0                              | 227   | 0     |
| 2014-2015             | Stade rennais FC      | Ligue 1               | -           | -           | -               | -               | -                 | -                 | -                              | -                              | -                              | 0     | 0     |
| 2015-2016             | Stade rennais FC      | Ligue 1               | -           | -           | -               | -               | -                 | -                 | -                              | -                              | -                              | 0     | 0     |
| Total sur la carrière | Total sur la carrière | Total sur la carrière | 274         | 0           | 12              | 0               | 20                | 0                 | -                              | 12                             | 0                              | 318   | 0     |

## Palmarès
Olivier Sorin remporte la Coupe de la Ligue 2006 avec l'AS Nancy-Lorraine après avoir été Champion de France de D2 2005.